# Joshua Pim
Joshua Pim (20. května 1869, Bray, Wicklow – 15. dubna 1942, Killiney, Dublin) byl irský lékař a tenista, který v letech 1893 a 1894 vyhrál dvouhru ve Wimbledonu. V letech 1890 a 1893 triumfoval s krajanem Frankem Stokerem na turnaji i ve čtyřhře.

## Rodinný život
Joshua Pim známý jen jako „Josh“, se narodil v Millward Terrace, Meath Road v obci Bray ve Wicklow. Měl bratra Williama a dvě sestry Georginu a Susan. Pocházel z proslulé rodiny kvakerů známé výrobou likérů. Krátkou dobu žil v Crosthwaite Park v irském Dun Laoghaire. Po svatbě s Robin se rodina přestěhovala do Killiney. Z manželství vzešel jeden syn a tři dcery.
15. dubna 1942 zemřel ve věku 72 let v Secroře – doma v Killiney.

## Tenisová kariéra
Stal se členem klubu v Lansdowne, později přejmenovaného na All Ireland Lawn Tennis Club, kde byl jeho trenérem Thomas Burke V roce 1890 získal premiérový titul ve významném tenisovém turnaji, když vyhrál čtyřhru na mistrovství Irska i Anglie ve Wimbledonu spolu s Dubliňanem Frankem Stokerem, bratrancem spisovatele Brama Stokera. Ve dvouhře došel na mistrovství Anglie do semifinále, v němž nestačil na Willoughbyho Hamiltona.
Následujíicí dva roky 1891 a 1892, přestože onemocněl břišním tyfem, se probojoval do semifinále Wimbledonu, ale pokaždé odešel poražen domácím hráčem Wilfredem Baddeleym.
V roce 1893 se vrátil do Londýna na nejslavnější turnaj světa, aby získal double, když zvítězil ve dvouhře i čtyřhře spolu se Stokerem. Následujícího roku 1894 zopakoval titul ve wimbledonské dvouhře. V sezóně 1895 hrál převážně na turnajích ve Spojených státech, než v Anglii. V roce 1896 se již plně zaměřil na lékařskou praxi. V letech 1892, 1893, 1894 a 1896 se objevoval v irském národním mužstvu v zápasech proti Anglii.
Již jako neaktivní byl v roce 1902 povolán, aby nastoupil za nový britský daviscupový tým, který se chystal k zápasu proti Spojeným státům. Stal se terčem posměchu pro svou nadváhu. V následujících týdnech ji zredukoval, přesto oba daviscupové zápasy prohrál a definitivně s aktivním tenisem skončil.

## Lékařská praxe
Vystudoval Královskou kolej praktického lékařství v Irsku a Královskou lékařskou kolej v Londýně. Lékařskou praxi vykonával čtyřicet dva let v nemocnici St. Columcille v Loughlinstownu.

## Finále na Grand Slamu

### Dvouhra (4)

#### Vítěz (2)
| Rok  | Turnaj    | Finalista        | Výsledek           |
| 1893 | Wimbledon | Wilfred Baddeley | 3–6, 6–1, 6–3, 6–2 |
| 1894 | Wimbledon | Wilfred Baddeley | 10–8, 6–2, 8–6     |

#### Finalista (2)
| Rok  | Turnaj    | Vítěz            | Výsledek           |
| 1891 | Wimbledon | Wilfred Baddeley | 6–4, 1–6, 7–5, 6–0 |
| 1892 | Wimbledon | Wilfred Baddeley | 4–6, 6–3, 6–3, 6–2 |